# 植村貞繁
植村 貞繁（うえむら さだしげ）は、日本の医師。医学博士(メルボルン大学)。国際学会Chest Wall International Group理事、Nuss法漏斗胸手術手技研究会 代表世話人、西宮渡辺心臓脳・血管センター 漏斗胸治療センター長、日本小児泌尿器科学会・日本小児放射線学会 評議員、日本外科学会指導医、専門医、日本小児外科学会指導医、専門医。川崎医科大学小児外科学前教授。専門は胸壁外科。

## 人物
医師。医学博士。MD, PhD。日本の漏斗胸治療における先駆者。
岡山大学医学部医学科卒業。（1980年） メルボルン大学医学部 博士課程修了。（1996年）
岡山大学医学部医学科を卒業後、兵庫県立こども病院、国立小児病院を経て1983年に香川医科大学小児外科助手となる。その後、静岡こども病院、香川医科大学小児外科講師を経て、1994年メルボルン大学へ留学。同大学及び、メルボルン王立小児病院で漏斗胸治療の最先端療法であるNuss法手術技術を習得。1996年にメルボルン大学にて医学博士を取得。1997年に帰国し国立岩国病院小児外科部長となる。1998年からNuss法低侵襲手術を開始。漏斗胸に対し低侵襲手術Nuss法を用いたのは日本初の試みとなる。
2004年に川崎医科大学小児外科教授に就任し、日本中から漏斗胸、鳩胸などの治療を目的とした患者を集めることとなった。その後、国際学会Chest Wall InternationalGroup理事に就任。
2021年3月川崎医科大学を退職。その後2021年4月より西宮渡辺心臓脳・血管センター 漏斗胸治療センター長、医療安全管理室統括室長、治験管理センター長に就任した。前任の川崎医科大学で行った低侵襲手術Nuss法による漏斗胸手術は1000例以上。1998年の低侵襲手術開始から計算すると1200例を超える。

## 来歴
1980年-岡山大学医学部を卒業。
兵庫県立こども病院麻酔科、国立小児病院外科で研修。
1983年-香川医科大学小児外科助手。
1985年-静岡こども病院外科。
1988年-香川医科大学小児外科助手・講師。
1994年-メルボルン大学留学、メルボルン王立小児病院フェロー。
1996年-医学博士取得。
1997年-国立岩国病院小児外科部長。
2004年-川崎医科大学小児外科教授。
国際学会Chest Wall International Group理事。
Nuss法漏斗胸手術手技研究会 代表世話人。
2021年-西宮渡辺心臓脳・血管センター 漏斗胸治療センター長。

## 所属学会
- 日本外科学会、日本小児外科学会、日本臨床外科学会、

## 専門分野
- 胸壁外科（鳩胸、漏斗胸に対する低侵襲手術）
- 小児外科一般

## 研究・論文・学会発表
【共同研究を含む】
- 漏斗胸患者における3D CT技術を使用したNuss法後の胸壁隆起の分析
- Anterior chest wall regression after Nuss bar removal in adult patients with pectus excavatum
- 久山寿子, 植村貞繁, 曹英樹, 吉田篤史 「Nuss法術後の非感染性心嚢液貯留，胸水貯留にステロイドが奏効した2例」『日本小児外科学会雑誌』 2021年 57巻 7号 p.1112-1117
- 鳩胸に対するAbramson+Nuss手術 （新術式）
- 胸骨突出と下部肋軟骨陥凹を伴う胸郭変形（鳩胸）の1例 -第282回兵庫県小児科医会,2021
- Nuss法における肋骨変形の修復：肋骨切開-第40回 日本小児内視鏡外科・手術手技研究会,2021
- 小児外科疾患の家族内発生 漏斗胸-小児外科2021
- Nuss法を成功に導く治療戦略：3D CTを用いた術前シミュレーション第57回日本小児外科学会総会
- Chondrotomy and sternotomy combined with the Nuss procedure for sever asymmetric pectus excavatum : how to do it. Surg Today 2020
- Rib osteotmy with the Nuss procedure for the repair of adult pectus excavatum.Gen Thorac Cardiovasc Sur 2020
- 2018年12月1日～2020年10月31日の間に 川崎医科大学附属病院小児外科または 西宮渡辺心臓脳・血管センター 漏斗胸治療センターにおいて 漏斗胸の治療を受けられた方へ 川崎医科大学小児外科・西宮渡辺心臓脳・血管センター
- 2年間の追跡調査による漏斗胸手術（Nuss法）後の運動・遊びの実施状況。小児保健研究 78(2):150-159, 2019
- Close relationship between the short round ligament and the ovarian prolapsed inguinal hernia in female infacts. Pediatr Surg Int.35(5):625-629,2019
- 特集 外来必携フォローのポイントーいつまで何を見るか 漏斗胸。小児外科51(7):661-664, 2019
- 胸郭異常の治療。体と心 保険総合大百科2019小学校編92-92, 少年写真新聞社, 2019
- Changes in Children's QOL after Pectus Excavatum Repair. Kawasaki Journal of Medical Welfare 23(2):21-29, 2018
- 小児外科。日本医事新報(4891):57-57, 2017
- 重症心身障害児に対する長期経腸栄養法 投与熱量、投与経路、何を投与すべきかを考える。日本医事新報 (4899):54, 2017
- 久山寿子, 植村貞繁, 吉田篤史, 山本真弓「小児漏斗胸に対するNuss法術後の肺機能評価」『日本小児呼吸器学会雑誌』第29巻第1号、日本小児呼吸器学会、2018年、8-12頁、ISSN 21875731、CRID 1520573329827955584。 (要購読契約)
- 8歳未満漏斗胸患者に対するNuss法術後再発の評価 Vertebral index を用いたバー抜去後5年の経過観察の検討。日本小児外科学会雑誌54(5):1076-1080, 2018
- 漏斗胸。小児科臨床71(増刊):1917-1922, 2018
- 停留精巣・移動精巣。小児科臨床71(増刊):1946-1950, 2018
- Pulmonary function in children with pectus excavatum and post-operative changes after nuss procedure. Pediatr Surg Int. 34(10):1099-1103, 2018
- 陰唇癒合 : 6ヶ月検診にて指摘されました。どうすればよいですか。小児外科49(1): 98-99, 2017
- 胸郭異常の治療。小学保健ニュース(1140): 2-3, 2017
- Pectus exacavatum repair after sternotomy : the Chest Wall International Group experience with substernal Nuss bars. Eur J Cadiothorac Surg. 52(4):710-717, 2017
- 【ちょっと気になる新生児-お母さんの不安に答える】胸腹部の異常-胸の形-。周産期医学47(9):1145-1147, 2017
- 【重症心身障害児(者)の外科】漏斗胸。小児外科49(11):1097-1100, 2017
- Nuss法手術後10歳以降にバー抜去した症例の抜去後3年間のvertebral index(IV)の評価。日本小児外科学会雑誌53(7):1242-1246, 2017
- 小児鼠径ヘルニア・精系水瘤に対する腹腔鏡下ヘルニア修復術(LPEC法)ー川崎医科大学小児外科10年間の報告ー。川崎医学雑誌42(1):33-44, 2016
- 最新漏斗胸の知見。小児外科48(6):765-768, 2016
- Nuss法術後の長期経過。小児外科48(6):769-772, 2016
- Nuss法手術後創感染。小児外科48(9):985-998, 2016
- 漏斗胸治療の手術適応と治療。小児科臨床69(11):1780-1786, 2016
- 再発症例の検討(再発ヘルニアに対するLPEC)。小児外科47(6):647-650, 2015
- 【素朴な疑問:私ならこう考える】鳩胸の手術治療、本当に必要か。小児外科47(10):1016-1019, 2015
- 牟田裕紀, 植村貞繁, 納所洋, 久山寿子, 山本真弓, 吉田篤史「濃厚な家族歴を有し，稀な胆管拡張形態を呈した膵・胆管合流異常の1例」『日本小児外科学会雑誌』第51巻第7号、日本小児外科学会、2015年、1186-1189頁、doi:10.11164/jjsps.51.7_1186、ISSN 0288609X、NAID 130005114218。
- Nuss法手術後創感染。小児外科48(9):985-988, 2016
- 再生医療による人工腸管の開発－iPS細胞を用いた人工腸管作成のための基礎研究, 2013-2016
- 学校健康診断における胸郭異常スクリーニングの課題 : 漏斗胸手術(Nuss法)を受けた小学生及び中学・高校生の受診動機と手術に対する気持ちからの示唆2015
- JSES GUIDELINE - Pediatric Surgery -. Asian J Endosc Surg 8(4):390-407, 2015
- Provision of Optimal Conditions for In vitro Differentiation into Peristaltic Smooth Muscle from a Murine Induced Pluripotent Stem Cell Line - JSM Regenerative Medicine 2 1011-, 2014
- D13 Hirschsprung病における外来神経線維のターゲットはc-kit陽性細胞か?(ヒルシュスプルング病(1))Journal of the Japanese Society of Pediatric Surgeons-国立岩国病院

ほか
ー 引用 ー
- 川崎医科大学小児外科学教室 研究実績[3]
- 西宮渡辺心臓脳・血管センター 漏斗胸治療センター 学会・論文発表[4]
- 西宮渡辺心臓脳・血管センター 漏斗胸治療センター臨床研究[5]

## 著書
- 最新小児外科学「漏斗胸」
- 呼吸器専門医テキスト「漏斗胸」
- 呼吸器外科学「漏斗胸」